# 빈후구

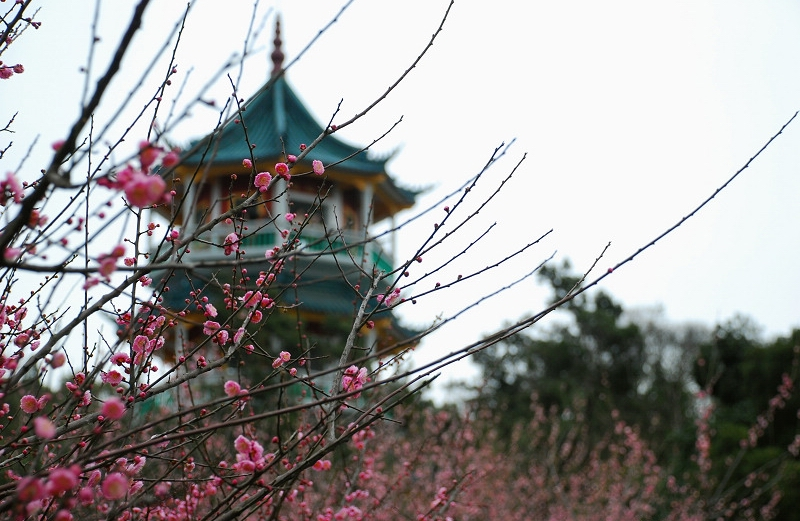

빈후구(한국어: 빈호구, 중국어: 滨湖区, 병음: Bīnhú Qū)는 중화인민공화국 장쑤성 우시 시의 행정구역이다. 넓이는 770km2이고, 인구는 2007년 기준으로 780,000명이다.

## 행정 구역
8개 가도, 1개 진을 관할한다.
- 가도: 河埒街道, 荣巷街道, 蠡湖街道, 蠡园街道, 滨湖街道, 华庄街道, 太湖街道, 马山街道.
- 진: 胡埭镇.

## 태호
태호(타이후 太湖)가 걸쳐있다. 영산풍경구내(靈山風景區)의 영산대불(灵山大佛)과 영산범궁(靈山梵宮)이 관광명소중 하나로 잘 알려져있다.

## 교통편
상해시에서 창저우시를 지나는 경로는 자동차로 약2시간반정도 걸려 우시시의 빈후구(滨湖区)에 이를수있다. 빈후구는 태호와 접해있다.

## 같이 보기
- 소주서산풍경구((蘇州西山風景區)
- 무석태호풍경구(無錫太湖風景區)
- 량시구